# Skepptuna distrikt
Skepptuna distrikt är ett distrikt i Sigtuna kommun och Stockholms län. 
Distriktet ligger nordost om Sigtuna.

## Tidigare administrativ tillhörighet
Distriktet inrättades 2016 och utgörs av socknarna  Skepptuna, Lunda och Vidbo i Sigtuna kommun.
Området motsvarar den omfattning Skepptuna församling hade vid årsskiftet 1999/2000 och som den fick 1998 när socknarnas församlingar gick samman.